# Camille Genau
Camille Genau (2 de enero de 1997) es una actriz francesa, conocida por interpretar a Sara Raynaud en la serie de televisión Demain nous appartient desde 2017 hasta la actualidad.
Realizó estudios en Cours Florent, admira a Emmanuelle Bercot, y además de su carrera como actriz, practica aikido y danza jazz moderna.

## Filmografía

### Series de televisión
| Año    | Título                 | Personaje    | Notas           |
| ------ | ---------------------- | ------------ | --------------- |
| 2017 - | Demain nous appartient | Sara Raynaud | Temporada 1 a 4 |

### Cortometrajes
| Año  | Título                          | Dirección      | Notas                    |
| ---- | ------------------------------- | -------------- | ------------------------ |
| 2016 | Je suis chouette                | Hervé de Wilde | Nikon Film Festival      |
| 2014 | Les jours s'en vont je demeure' | Mireille       | Keren D. y Romaric Moins |

### Cine
| Año  | Título              | Dirección    | Notas |
| ---- | ------------------- | ------------ | ----- |
| 2014 | Un début prometteur | Emma Luchini |       |

### Videoclip
- 2020, Un Homme Heureux (cover) de The Scenar

## Teatro
| Año  | Título       | Dirección            |
| ---- | ------------ | -------------------- |
| 2013 | Sous control | Christophe Brocheret |